# تيموثي بارتليت
تيموثي بارتليت (بالإنجليزية: Timothy Bartlett)‏ هو ممثل نيوزيلندي، ولد في القرن 20.

## وصلات خارجية
- تيموثي بارتليت على موقع IMDb (الإنجليزية)
- تيموثي بارتليت على موقع قاعدة بيانات الفيلم (الإنجليزية)